# 赤堀悟
赤堀悟（日语： Akahori Satoru，本名：赤堀 悟，1965年3月8日—），日本男性小說家、輕小說作家、編劇、漫畫原作者。SATZ社長。O型血。

## 簡介
愛知縣刈谷市出生，在半田市成長。愛知縣立半田東高等學校、明治大學農學部農業經濟學科畢業。

## 來歷
1986年，赤堀於大學就讀期間，以第2期生加入動畫劇本屋（小山高生開設）講座。次年成為小山高生主宰的編劇集團「Brother Noppo」的成員。1988年，參加電視動畫《貓咪也瘋狂》正式成為他的職業編劇出道作。從此參加過《天空戰記》、《宇宙騎士BLADE》等許多戰鬥、科幻類電視動畫編劇和劇本統籌的工作。
1989年，赤堀以小說版《天空戰記》成為小說家出道。1990年代開始，他以動畫編劇兼小說家執筆小說化《NG騎士檸檬汽水&40》、《爆走獵人》及《六門天外》，並展開媒體拓展，出過漫畫、動畫、廣播劇，成功建立了從動畫編劇跨足小說家的地位。此外，赤堀曾作為企劃製作活躍，為CD寫劇本，可以說是一名讓林原惠促成「第三次聲優熱潮」中心人物的影之功勞者。
1992年，赤堀成立個人工作室「赤堀悟事務所」。目前是劇本創作集團『株式會社SATZ』（所屬的編劇有花田十輝等人）代表，同時從事東放學園電影專門學校兼任講師。
2015年現在，筆名參加白泉社《招財貓文庫》作品的編劇。

## 風格
赤堀的小說強烈地表現了寫劇本時常用獨特台詞的習慣。他為了讓一部作品的表現突出，大量加入了許多的漫畫表現擬聲詞，像「CHUDO-------N」、「DOGAGAGAGAGAGAGA」，自嘲有時可以將擬聲詞削減一半並記在記事本中以決定換行符的數量，又自潮說偶爾將（用於動畫）劇本就決定像小說作品那樣（本人自己也半開玩笑的說為了賺取頁碼曾經濫用）。
關於這樣的表現方法，赤堀在自身著作中提到：初中和高中一個班級有40個人之中，會閱讀（赤堀的作品）的大約只有5人。剩下的35個人不是拿著5個餡餅，而是一起參與，但他們可以在沒有參與的情況下從中獲利。此外，輕小說對赤堀來說，本身就是使用擬聲將動畫和漫畫給小說化，而他的小說作品則是基於漫畫和動畫表現再寫入小說的想法執筆完成的。
此外，擬音字決定尺寸的大小對赤堀來說在於故事和角色的表現（以（Q為單位表示），因為它主要是用在稿紙上，而不是指定的文字，並發明了一種技術來賺取原稿的文字數量為優先是他的主張。

## 人物
赤堀參加動畫《學園快樂七福神 ～The 電視漫畫～》和《吉永家的石像怪》的時候，是用本名赤堀 悟參加。據本人的說法，當他作為製作人參加的時候是用本名，擔當原作時才會使用這個筆名。
已婚，妻子為漫畫家北川美幸。妹妹奧谷栞央也從事漫畫家。不過到目前為止，兄妹2人並沒有（將妹妹原作的漫畫改編小說、動畫）實際合作上的成就。至於北川正如後面將要描述的，她的丈夫赤堀正在為她的原作漫畫《Plususu ARMY》推出OVA編寫劇本，或者是赤堀將北川的其它作品小說化。然而相反的，目前夫妻2人也沒有實際合作上的成就。
赤堀除了積極上電台節目和參加戶外活動之外，並以藝人投入演藝圈活動。
暱稱「外道」，原因是他每次在不遵守截稿日期的時候老是外出喝酒，以及那傍若無人和粗俗的行為，成為日後《絕對正義VS外道少女隊》這部作品誕生的由來。而且本人也以自身形象在OVA卷末的影像特典中客串。在戶外活動中現身的時候，被粉絲戲稱他是「外道！」，赤堀以一句「我不是外道！」反駁並向粉絲承諾。另外，其它暱稱還有，及（筆名的縮減）等等自稱。
赤堀曾經公開說明自己是站在被這是在「商業」上而不是純「創作」上的立場，並表示「如果不能賣出去就不是一部很好的作品，而一部好的作品就是能夠賣得出去」。
2010年代，赤堀自玩過《勇者鬥惡龍X 覺醒的五種族 Online》以來，增加了前往健身房肌肉訓練的興趣。2017年1月，他的Twitter帳戶開設。

## 作品列表
（所有作品依日文原名的五十音排序）

### 小說
- （人物原案：七瀨葵／插圖：西田亞沙子）
- 阿倍野橋魔法商店街（原案設定：GAINAX）
- Game Books Jesus（日语：ジーザス (ゲーム)）（原作：北川美幸）
- 源平傳NEO（日语：源平伝NEO）（插圖：別天荒人）
- 甲龍傳說維爾加斯特（日语：甲竜伝説ヴィルガスト）（插圖：相馬龍也（日语：そうま竜也）〈連載版〉／西島克彥〈單行本〉）
- 櫻花大戰系列
  - 櫻花大戰前夜（監修、原案：Red Company／插圖：松原秀典）
  - 櫻花大戰（插圖：奧田萬里）
  - 櫻花大戰巴黎前夜
- 小說 1000%（原作：北川美幸）
- 小說 ARMY ★COMBAT（原作：北川美幸）
- 天空戰記（插圖：佐野浩敏）
- KO世紀三獸士（插圖：桐嶋猛（日语：桐嶋たける））
- 機械女神R（著：長谷川勝己／原案：赤堀悟、根岸弘／插圖：齊藤卓也）
- 機械女神J（插圖：琴吹司（日语：ことぶきつかさ））
- NG騎士檸檬汽水&40（插圖：菅沼榮治）
- VS騎士檸檬汽水&40炎（插圖：琴吹司）
- 爆炎學園（日语：爆炎CAMPUSガードレス）（插圖：〈第2冊以後〉／著：青島崇）
- （插圖：臣士玲）
- MOUSE the novel（著：雜破業）
- MAZE☆爆熱時空（插圖：菅沼榮治）
  - MAZE☆時空奇譚OZ（插圖：麻宮騎亞）－全6話（未完）。
- 要塞學園阿爾法阿爾法（共著：矢成美幸，插圖：桃賴多摩美（日语：ももせたまみ））
- 青檸色之戰奇譚
  - 青檸色之戰奇譚X 請教我談戀愛。
  - 青檸色之戰奇譚 開戰前夜
  - 青檸色之戰奇譚天乃原學級日誌
- RANTO☆魔承錄ZERO（日语：陰陽探偵少女遊RANTO☆魔承録#RANTO☆魔承録 ZERO）（插圖：奧田人志（日语：奥田ひとし））
- 都清掃☆。（插圖：佐野浩敏）
- 六門天外（共著：黑田和人、長谷川勝己、安田均、松本嵩春（日语：松本嵩春））
- 光秀（封面插圖：三浦建太郎） ※赤堀名義。

### 漫畫原作
- 赤堀悟的背水一戰
- ABC（人物設定：七瀨葵／作畫：志雄野博）
- 維新之神樂（日语：維新のKAGURA）（構成：冰川杏果／作畫：橋本堯昌）
- 陰陽偵探少女遊RANTO☆魔承錄（日语：陰陽探偵少女遊RANTO☆魔承録）（作畫：奧田人志）
- 女生愛女生（作畫：桂遊生丸）
- 神to戰國學生會（日语：神to戦国生徒会）（全10冊，作畫：高田亮介（日语：高田千種））
- （編劇：赤堀悟／漫畫：大月康成／監修：武士道）
- 源平傳NEO（日语：源平伝NEO）（作畫：別天荒人）
- Sorcerer 1-2-3（日语：シーバス1-2-3）（作畫：結城未來）
- 機械女神J（作畫：琴義弓介）
- （作畫：舞井武依）
- （作畫：扶持田一寬）
- VS騎士檸檬汽水&40炎（原案、構成：赤堀悟／作畫：吉崎觀音／原作：葦Pro企劃室）
- 爆走獵人（作畫：臣士玲）
- ～G（作畫：下北澤鈴成）
- MOUSE（作畫：板場廣志）
- 魔人戰記 破軍（作畫：橋本還）
- 爆笑吸血鬼（作畫：磯俣務）
- 超世奇譚MAZE☆爆熱時空（作畫：臣士玲）
- （原案：安田均、Group SNE（日语：グループSNE）／原作：赤堀悟）
- 青檸色之戰奇譚☆純
- （作畫：桂遊生丸）
- （作畫：北崎拓／協力：堀口茉純（日语：堀口茉純））※悟名義。
- 無人知曉的有塔小鎮（作畫：／協力：印南遊）
- 民法修正 ～一夫多妻時代來臨～（日语：民法改正〜日本は一夫多妻制になった〜）（作畫：竹內櫻）

### 動畫原作
- 絕對正義VS外道少女隊（日语：あかほり外道アワーらぶげ）（原作、劇本統籌、編劇）
- 爆炎學園（日语：爆炎CAMPUSガードレス）（原作、劇本統籌、編劇）

### 動畫
粗體字表示劇本統籌作品。
- 偶像英里子傳說（企劃書、協力）
- 絕對正義VS外道少女隊（日语：あかほり外道アワーらぶげ）（原作、原案）
  - 絕對正義（原作、編劇）
  - 去吧！外道少女隊（原作、編劇）
- 阿倍野橋魔法商店街（故事構成、編劇）
- 宇宙騎士騎格武士利刃（編劇）
- NG騎士檸檬汽水&40（劇本統籌補、編劇）
  - NG騎士檸檬汽水&40 EX 畢克龐貝達城冒險 愛的狂瀾大作戰（編劇）
  - NG騎士檸檬汽水&40 EX 興奮有趣時空 炎之大搜査線（編劇〈只有第3話〉）
  - VS騎士檸檬汽水&40炎（原案協力、編劇）
- 乙姬CONNECTION（日语：乙姫CONNECTION）（編劇）
- 女生愛女生（原作、原案）
- 機動戰艦撫子號（編劇〈只有第10話〉）
- 功夫貓黨（編劇）
- 銀河少女傳說優奈 ～哀傷的賽雷茵～（日语：銀河お嬢様伝説ユナ）（編劇）
- 銀河少女傳說 ～深暗的仙女～（故事編輯）
- KO世紀三獸士（原作、編劇）
- 我的主人（外道協力）
- 櫻花大戰 (TV動畫)[6]
- 櫻花大戰 活動寫真（日语：サクラ大戦 活動写真）（超總監）
- 櫻花大戰 New York·紐育（日语：サクラ大戦 ニューヨーク・紐育）
- 猜拳人（編劇）
- 機械女神R（原作、監修）
- 機械女神J（原作）
- 機械女神J again（原作、編劇〈只有第3話〉）
- 機械女神J to X（原作）
- 創龍傳（編劇〈第3、7話〉）
- 時間飛船王道復古（日语：タイムボカン王道復古）（編劇〈第1部〉）
- 時空母艦2000 怪盗閃亮超人（日语：タイムボカン2000 怪盗きらめきマン）（編劇〈只有第3話〉）
- 超光速Grandoll（日语：超光速グランドール）（企劃協力）
- 七龍珠Z（編劇〈只有第202話〉）
- 天空戰記（文藝擔當、編劇）
- （編劇、企劃製作）
- 爆炎學園Guardless（日语：爆炎CAMPUSガードレス）（原作）
- 爆走獵人（原作、編劇〈只有第16話〉）
  - 元祖 爆走獵人（原作）
- （編劇）
- 電影少女（編劇）
- 最终幻想（編劇）
- ARMY（編劇）
- 貓咪也瘋狂（編劇）
- MOUSE（原作、原案）
- 爆笑吸血鬼（編劇）
  - 爆笑吸血鬼'99（原案）
- MAZE☆爆熱時空（原作）
  - MAZE☆爆熱時空（原作）
  - MAZE☆爆熱時空 天變威脅的大巨人（編劇）
- 享用羅德斯島戰記 ～對我來說很美味嗎？～（日语：召しませロードス島戦記 〜それっておいしいの?〜）（特別感謝）
- 粉紅色姊妹（日语：ももいろシスターズ）（編劇）
- 小雙俠 (2008年版)（編劇〈第31話〉）
- 遊人Brand（編劇）
- 吉永家的石像怪（製作人）
- Rance -沙漠的Guardian-（編劇）
- 六門天外（原作、編劇）

### 廣播節目
※粗體字表示說明擔任劇本統籌的作品。
- NG騎士檸檬汽水&40EX2 晃蕩銀河帝國大混戰！（日语：NG騎士ラムネ&40EX2 ユラユラ銀河帝国大混戦!）（編劇）
- 立體聲劇場 更多！純愛手札（日语：もっと!ときめきメモリアル）（編劇）
- 赤堀悟劇場 爆走獵人

### 廣播劇CD
- -  赤盤
  -  黑盤
  -  豹柄盤
  - 盤
- 機動戰士SD鋼彈（日语：機動戦士SDガンダム）（編劇）
- 時間飛船（編劇）
- 電腦少女歌劇團
- 爆走獵人
- 聖火降魔錄 啟程之章（日语：ファイアーエムブレム 旅立ちの章）（編劇）
- 幸運騎士（日语：フォーチュン・クエスト）（編劇）
- MAZE★爆熱時空
- 更多！純愛手札（日语：もっと!ときめきメモリアル）
- 檸檬汽水&40系列
  - NG騎士檸檬汽水&40
  - VS騎士檸檬汽水&40炎

### 遊戲
- 櫻花大戰系列（編劇）
- 青檸色之戰奇譚系列（編劇）
- 孃樣特急（日语：お嬢様特急）（企劃）

### 其它著書
- 御宅成金（共著：天野由貴／新書）
- 全書 “外道”25年（編著：前田久、Otona Anime精選（日语：オトナアニメ），洋泉社（日语：洋泉社））
- 御用繪師一丸（日语：御用絵師一丸）（白泉社招財貓文庫） ISBN 978-4592831075 ※悟名義。

## 參演

### 廣播節目
所有節目主持都與聲優水谷優子共同擔任，直到2016年5月中水谷因癌症去世而終了。
- 文化放送（日语：文化放送A&Gゾーン）
  - 赤堀悟劇場 爆走獵人
  - 
    - 森SAY YOU！→森SAY YOU！→SAY YOU！
- 大阪電台（日语：1314 V-STATION）
  - 一生（水谷逝世1年之後於2017年5月22日播出的特別節目）

### 電視動畫
- 爆笑吸血鬼－1997年1月在KBS京都播出（內容為OVA的重新剪輯內容），於該動畫中擔任解說，並在節目結束之後公布有贈送周邊商品。同年9月同名OVA再製版《爆笑吸血鬼'99》以電視動畫方式播出時，播放電視台從KBS京都改成東京電視台。

### 遊戲
- 火星物語（日语：火星物語）（黃色之風的聲音）

## 弟子
- 若松遼

## 腳註

## 相關項目
- 日本小說家列表（日语：日本の小説家一覧）
- 科幻作家列表（日语：SF作家一覧）
- 輕小說作家列表（日语：ライトノベル作家一覧）
- 川崎裕之
- 中村兔（日语：中村うさぎ）
- 水谷優子
- 菜之花菫（日语：菜の花すみれ）
- 駒尾真子（日语：駒尾真子）
- 珍遊記 -太郎和愉快的小伙伴們-（日语：珍遊記 -太郎とゆかいな仲間たち-）（他的名字作為特別顧問出現在最終回。）

## 外部連結
- i-POLILIN （日語）—赤堀悟的官方個人網站。
- （日語）－赤堀悟的專訪。
- 赤堀悟的X（前Twitter） （日語）